# Visoke
Il monte Visoke (o Bisoke) è un vulcano in fase di quiescenza appartenente alla catena dei monti Virunga, nella Grande Rift Valley. Si trova al confine fra Ruanda e Repubblica Democratica del Congo; la vetta, alta 3711 m, appartiene al Ruanda. Si trova circa 35 km a nordest della cittadina di Goma e dell'adiacente lago Kivu.

## Geologia
Come le altre vette dei Virunga, il Visoke è nato in seguito ai movimenti geologici che hanno portato alla creazione della Rift Valley, dividendo in due la placca africana. Sul Visoke si trova il principale lago craterico dei Virunga.

## Geografia e ambiente naturale
Il monte si trova in parte nel Parco nazionale dei Vulcani (Ruanda) e in parte nel Parco nazionale dei Virunga (Congo). Sui versanti scoscesi attorno alla vetta si distinguono due habitat: foresta pluviale e prateria montana. Anche in quota non è mai presente la neve, ma una fitta nebbia è piuttosto frequente.
Il Visoke, come i parchi che lo comprendono, è noto per fornire l'habitat naturale alla specie in pericolo del gorilla di montagna. Il centro di ricerca Karisoke, fondato dalla celebre naturalista Dian Fossey, si trova nella vallata a ovest del Visoke.

## Turismo
I due parchi in cui è suddiviso il territorio del Visoke sono importanti risorse turistiche per i due rispettivi paesi. La principale attrazione di questi parchi è costituita dalla possibilità di osservare i gorilla, ma anche la salita in vetta (che si può completare in un giorno partendo dal versante ruandese) è molto popolare fra gli alpinisti. L'ente turistico del Ruanda (ORPTN) organizza escursioni di due giorni che comprendono sia il Visoke che il vicino monte Karisimbi, in genere partendo dalla vicina città di Ruhengeri. La salita è ripida ma non richiede attrezzatura da scalata.
L'industria del turismo della zona è stata fortemente danneggiata negli anni novanta dai numerosi conflitti che hanno avuto luogo nella zona, tra cui la guerra civile ruandese (1990-1993), il genocidio ruandese (1994), la prima guerra del Congo (1996-1997), la seconda guerra del Congo (1998-2003) e la guerra civile in Burundi (1993-2005). Questi conflitti hanno avuto anche pesanti ripercussioni sul piano ambientale, poiché le milizie e gli eserciti coinvolti hanno praticato in modo massiccio anche la deforestazione e il bracconaggio. Negli scorsi anni i parchi sono diventati più sicuri e il turismo è ripreso, nonostante siano ancora presenti focolai di conflitto.